# Židovský hřbitov ve Voticích
Židovský hřbitov ve Voticích se nachází zhruba 500 metrů východně od centra města Votice v okrese Benešov.

## Historie a popis
Doba založení není známá, existence hřbitova je však doložena již od první poloviny 16. století. Roku 1867 zakoupila židovská obec sousedící domek čp. 42, ve kterém bydlel hrobník a nájemník, od roku 1885 je součástí hřbitova obřadní síň a márnice. V té době byl na čas vstup přesunut do Vápenné uličky.

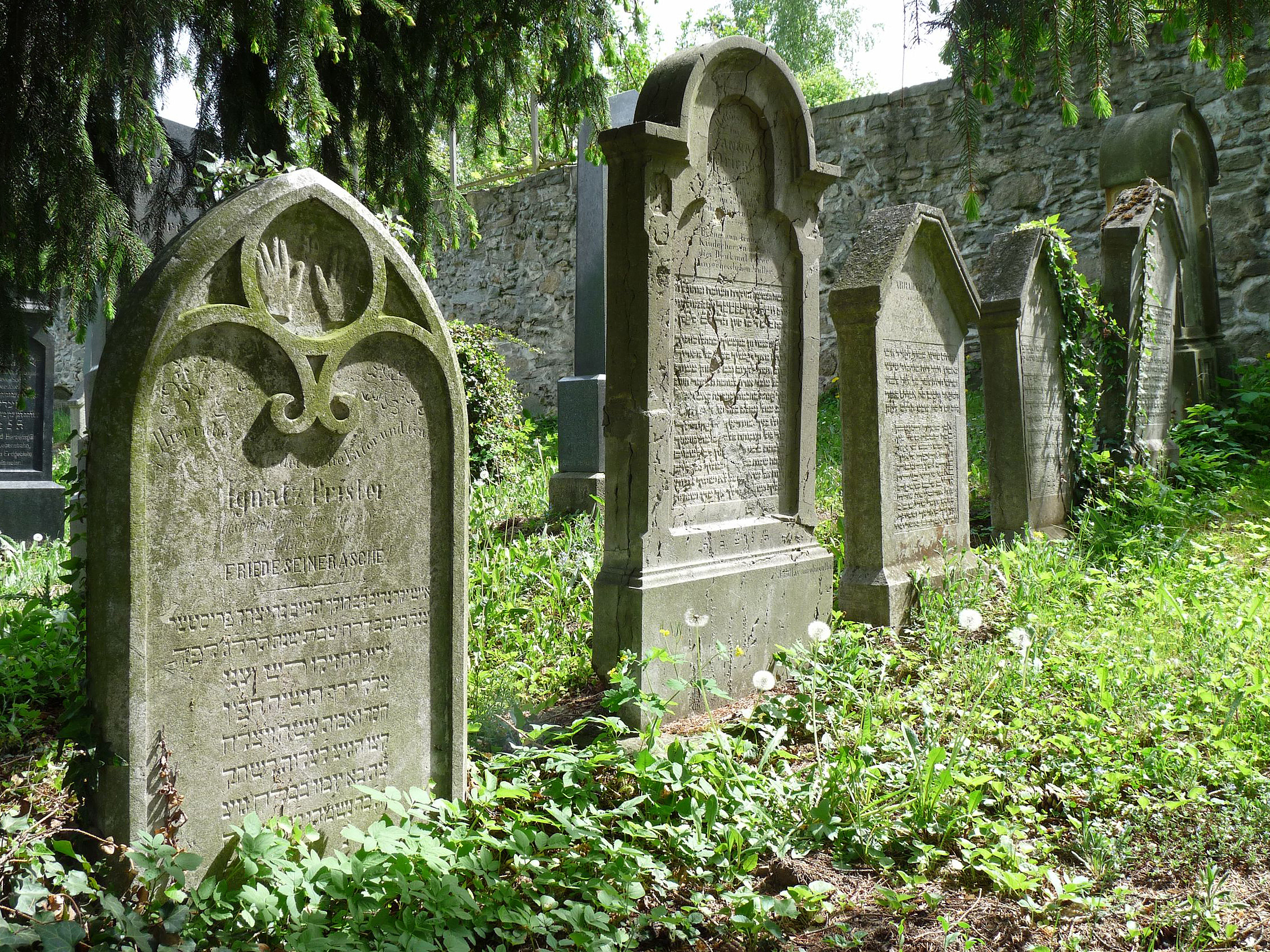
Náhrobek s žehnajícíma rukama kohanitů

Hřbitov se rozkládá na ploše 2 340 m² a do dnešní doby se dochovalo 360 náhrobků, z nichž nejstarší dochovaný pochází z roku 1705. Nápisy na náhrobních kamenech jsou ve třech jazycích – herbrejsky, německy a na nejnovějších také česky. Existují svědectví, že na hřbitově bývaly poškozené náhrobní kameny z doby renesance i pozdní gotiky, byly však použity ke dláždění či výstavbě hřbitovní zdi, a to nápisem dovnitř. Na náhrobcích je dosud vidět množství typických symbolů, např. Davidova hvězda, žehnající ruce, věnce či palmové listy. Pohřbívalo se zde do roku 1962.
Od roku 1958 je hřbitov státem veden jako památka. Uvnitř bývalé obřadní síně je umístěna expozice věnovaná historii židů a židovským památkám v okolí. Ve městě se zachovala budova bývalé židovské školy, kde v současnosti sídlí základní škola umělecká, v jejímž druhém patře je dochováno původní trámoví. V židovské čtvrti stávala také synagoga zbořená roku 1949.
Hřbitov je uzamčen a klíče lze vypůjčit v informačním centru města.